# سباستيان فيدال إي سولير
سباستيان فيدال إي سولير (بالإسبانية: Sebastián Vidal y Soler)‏ هو عالم نبات إسباني، ولد في 1 أبريل 1842 في برشلونة في إسبانيا، وتوفي في 28 يوليو 1889 في مانيلا في الفلبين بسبب مرض معد.